# Rafael Cajhen
Rafael Cajhen, slovenski inženir elektrotehnike, * 30. marec 1933, Ljubljana.

## Življenje in delo
Po diplomi 1957 na ljubljanski Fakulteti za elektrotehniko je prav tam 1971 tudi doktoriral. Strokovno se je izpopolnjeval v Nemčiji, ZDA in Združenem kraljestvu. Leta 1958 je postal asistent, 1971 izredni in 1977 redni profesor na Fakulteti za elektrotehniko v Ljubljani, po upokojitvi pa mu je bil leta 2000 podeljen naziv zaslužni profesor Univerze v Ljubljani.
Kot strokovnjak za teorijo in tehnologijo regulacij, energetsko elektroniko in elektronska krmilja v močnostni elektroniki je sodeloval s tujimi in domačimi inštituti in podjetji. Izumil je univerzalni tranzistorski regulator in tranzistorske krmilne naprave za šestfazne usmernike, tiristorski sistem za vzbujanje sinhronih električnih generatorjev tovarne Rade Končar v Zagrebu in še več drugih naprav. Pomembno je tudi njegovo pedagoško delo. Napisal je preko 100 strokovnih in znanstvenih del, od tega več knjig in učbenikov.